# عبد العزيز بن عمر بن عكاس
عبد العزيز بن عمر بن عكاس السبيعي ( 1886 - 1963 م) (1304 - 1383 هـ) فقيه حنفي وقاضي ومدرس ديني وشاعر سعودي من أهل القرن الرابع عشر الهجري. ولد في الأحساء ونشأ بها. حفظ القرآن وجوّده. فقرأ على عمه عيسى بن عبد الله بن عكاس، وعلى عبد اللطيف بن عبد الرحمن الملا، فقيه الأحناف بالأحساء، كما قرأ على قاضيها عبد الله البشاوري. رحل إلى الزبير في العراق، فقرأ على علمائه وجاور مكة لإكمال دراسته. ولازم علماء المسجد الحرام، فأخذ عن أسعد دهان، وعبد الرحمن دهان، وعمر حمدان، وأجازوه بسند متصل. وقرأ بنجد على علماء كثيرين. عيّن قاضياً ببلدة الجبيل، وهو أول من أسس القضاء بها. ثم تعيّن رئيساً لهيئات الأمر بالمعروف والنهي عن المنكر بالأحساء وملحقاتها. له أرجوزة في أصول الفقه الحنفي. توفي في مسقط رأسه.

## نسبه وأسرته
هو عبد العزيز بن عمر بن عبد الله بن عكّاس السُبَيعي، نسبةٌ إلى قبيلة سُبَيع عدنانية مضرية. كانت أسرته تقيم في الجناح قرية في شمالي عنيزة فانتقل منها إلى الدرعية في عام 956 هـ / 1549 م ثم انتقلوا منها إلى الأحساء في مطلع القرن الرابع عشر الهجري/ 1883 م.

## سنواته الأولى وتعليمه
ولد عبد العزيز بن عمر بن عكاس في الأحساء سنة 1304 هـ / 1886 م ونشأ بها. قرأ القرآن وحفظه وتعلم القراءة على عمه عيسى بن عبد الله بن عكاس وأخذ عن عبد اللطيف بن عبد الرحمن الملا ولما قدم إلى الأحساء عبد الله البشاوري وعين قاضيًا فيها في العهد العثماني، أخذ العلم عنه وقرأ عليه. رحل إلى الزبير، فقرأ على علمائه ومنهم صالح بن حمد المبيض، ومحمد بن عوجان.
وبعد ذلك سافر إلى مكة فأخذ عن أسعد الدهان وعبد الرحمن الدهان.

## مهنته
لما استولى عبد العزيز آل سعود على الأحساء في 1913، عيّن قاضيًا في بلدة الجبيل سنة 1339 هـ/ 1920 م فمكث في القضاء ست سنوات ثم استعفى فعكف على مطالعة الكتب ودراسة.

في عام 1373 هـ/ 1953 م عين رئيسًا لهيئات الأمر بالمعروف والنهي عن المنكر بالأحساء وملحقاتها وكان يدرس طلابه طيلة إقامته بالأحساء وقد نظم أرجوزة في الفقه الحنفي بطلب من تلميذة عبد الله الملا.

كان يدرّس الطلاب في أي بلد يسكن فيه، ومن ذلك تدريسه في المسجد الحرام في المواسم وقام بالحسبة وكان ناشطًا في الأمر بالمعروف والنهي عن المنكر.

## وفاته
كان يفد إلى مكة في كل سنة من شهر رمضان ويعود إلى بلدته حتى توفي فيها سنة 1383 هـ/ 1963 م. خلف ستة أبناء أكبرهم عبد اللطيف (عبداللطيف، عبدالله، عمر، عبدالرحمن، احمد، عبدالمحسن"وزير الشؤون الاجتماعية").

## شعره
نظم أرجوزة في الفقه الحنفي بطلب من تلميذه عبد الله الملا، وقد أورد له عبد الفتاح محمد الحلو في كتابه شعراء هجر قصيدة كتبها إلى عبد العزيز بن حمد المبارك، منها: